# General Kiselovo
General Kiselovo (bulgariska: Генерал Киселово) är ett distrikt i Bulgarien.   Det ligger i kommunen Obsjtina Văltjidol och regionen Oblast Varna, i den östra delen av landet, 400 km öster om huvudstaden Sofia.
Trakten runt General Kiselovo består till största delen av jordbruksmark. Runt General Kiselovo är det ganska glesbefolkat, med 31 invånare per kvadratkilometer.